# Stucky (serie televisiva)
Stucky è una serie televisiva italiana diretta da Valerio Attanasio. Ogni episodio è autoconclusivo. La prima puntata è andata in onda su Rai 2 il 30 ottobre 2024.
La serie riprende, reinventandolo, il personaggio dell'ispettore Stucky protagonista di diversi romanzi scritti da Fulvio Ervas e del film Finché c'è prosecco c'è speranza (2017).

## Produzione
La serie è stata girata per circa 14 settimane a partire da marzo 2024 tra Treviso e Roma.

## Episodi
| Stagione       | Episodi | Prima TV |
| -------------- | ------- | -------- |
| Prima stagione | 6       | 2024     |

## Trama
Di origini italo-persiane, sornione e flemmatico, l'ispettore Stucky si appoggia alla Questura di Treviso muovendosi a proprio agio tra le vie della città per risolvere i casi di omicidio più intricati. Ogni singolo episodio inizia mostrando al pubblico l'omicidio e l'identità dell'assassino.

## Trasmissione
La serie è andata in onda in prima visione su Rai 2 il 30 ottobre 2024, ottenendo l'8% di share, pari a 1 milione e 525 mila spettatori - raddoppiando di fatto l'ascolto medio del canale e divenendo il terzo programma più visto su Rai2 nel 2024.

## Accoglienza
La serie è stata accolta positivamente dalla stampa. Sul Corriere della Sera Aldo Grasso ne loda soprattutto il tono: «È tutto molto gradevole in «Stucky», la serie liberamente ispirata ai romanzi di Fulvio Ervas (Rai2). È gradevole l’ambientazione nel Nord Est, a Treviso in particolare, che è pur sempre la città di «Signore e signori» di Pietro Germi, con i suoi segreti, i suoi notturni, i suoi silenzi, i suoi canali che scorrono placidi e inquietanti allo stesso tempo.
È gradevole, più che gradevole, l’interpretazione del sempre bravo Giuseppe Battiston, ispettore capo della polizia in forza alla Questura di quella città, un poliziotto vecchio stile, niente tecnologia ma solo stropicciati foglietti di appunti, come stropicciato appare il suo abbigliamento».

## Riconoscimenti
- Nastri d'argento - Grandi Serie
  - 2025 – Candidatura alla miglior serie TV - Crime[11]